# Franz Hubert Müller

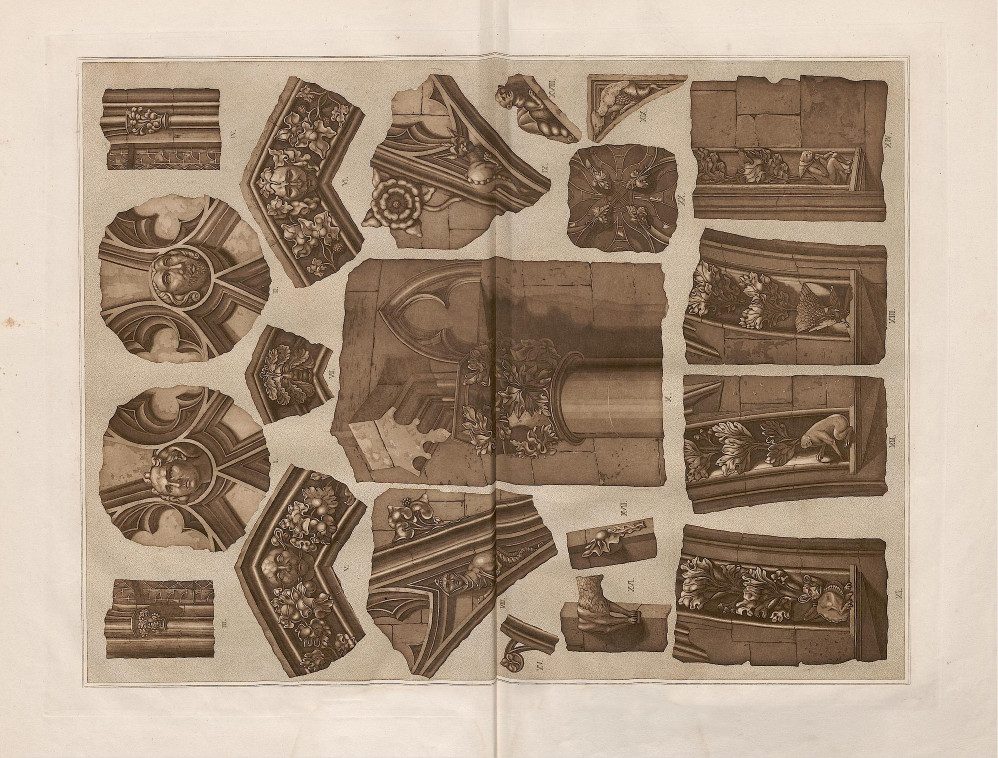
St. Katharinenkirche zu Oppenheim

Franz Hubert Müller (* 27. Juli 1784 in Bonn; † 5. April 1835 in Darmstadt) war ein deutscher Maler, Kupferstecher, Kunstschriftsteller und Galeriedirektor in Darmstadt.
Nach abgebrochenem Jurastudium begann Franz Hubert Müller 1801 als Autodidakt zu malen. Bis 1814 war er als Hofmaler des Fürsten Georg Heinrich von Waldeck am Hof des Königs Jérôme Bonaparte von Westphalen in Kassel tätig, wo er Werke der Kasseler Galerie kopierte.
Er besuchte Sankt Petersburg und Moskau, um russische Militärs zu porträtieren. Danach ließ er sich in Frankfurt am Main nieder.
1816 wurde er von Großherzog Ludwig I. nach Darmstadt berufen und ab 1817 als Galerieinspektor der großherzoglichen Sammlungen beschäftigt. 1820 gab er den Katalog der Galerie heraus. 1823 wurde er zum Galeriedirektor ernannt. 1824 erhielt er das Doktorat der Universität Gießen. 1818 gründete er die Großherzogliche Zeichenschule und war seit 1819 Zeichenlehrer.
1818 erforschte er die Katharinenkirche in Oppenheim. Von 1823 erschien eine Dokumentation der Kirche in acht Bänden. Die Werke dienten 1843 als Vorlagen bei der Restaurierung der Kirche. 1837 erschienen seine Beiträge zur deutschen Kunst- und Geschichtskunde durch Kunstdenkmale mit vorzüglicher Berücksichtigung des Mittelalters.
Franz Hubert Müller heiratete Anna Maria Gertrud Koerber und wurde Vater von sieben Kindern. Drei seiner Söhne, Andreas, Constantin und Karl, wurden Maler und Kupferstecher. Sein ältester Sohn Johann Heinrich Jacob wurde Mathematiker und Physiker.

## Schriften
- Beiträge zur teutschen Kunst- und Geschichtskunde durch Kunstdenkmale mit vorzüglicher Berücksichtigung des Mittelalters. Verlag von Wilhelm Leske, Leipzig & Darmstadt 1837
- Die St.-Katharinen-Kirche zu Oppenheim: ein Denkmal teutscher Kirchenbaukunst aus dem 13. Jahrhundert; geometrisch und perspectivisch dargestellt und mit einem erläuterndem Texte begleitet. Darmstadt 1858 (Digitalisat)